# Marchal
Marchal er en dansk restaurant, beliggende i stueetagen på Hotel d’Angleterre i København. Den har siden marts 2014 været tildelt én stjerne i Michelinguiden. Marchal blev åbnet i maj 2013.

## Historie
Efter en omfattende renovering af både hotel og restaurant, genåbnede begge dele efter to års lukning den 1. maj 2013. Restauranten blev opkaldt efter Hotel d’Angleterres første traktør Jean Marchal.
Marchal blev indrettet som en stor luksus herskabslejlighed opdelt i flere 'rum'. Lysekronerne i restauranten har hver kostet et sekscifret beløb. Indgang til restauranten foregår via hotellets hovedindgang, og der er panoramavinduer og terrasse ud til Kongens Nytorv. Den ene væg er indrettet som vinskab fra gulv til loft, med indbyggede stiger og lys.
Restaurantens første køkkenchef var Ronny Emborg, som kom fra en lignende stilling på Restaurant AOC - Aarø & Co. Bare ti måneder efter at Marchal slog dørene op for første gang, fik personalet i marts 2014 melding om at restauranten var blevet tildelt én stjerne i Michelinguiden. Da Ronny Emborg i marts 2015 flyttede til New York, blev souschef Christian Gadient ny køkkenchef. På AOC havde han også været souschef under Emborg.
Både i 2015, 2016, 2017 og 2018 fik Marchal fornyet sin Michelin-stjerne. I marts 2016 meddelte Gadient at han ville forlade Marchal, da han havde ambitioner om at åbne sine egen restaurant. Stillingen som køkkenchef blev 1. juni samme år overtaget af Andreas Bagh.

## Køkkenchefer
- Ronny Emborg (1. maj 2013 – marts 2015)
- Christian Gerhard Gadient (marts 2015 – 30. maj 2016)
- Andreas Bagh (1. juni 2016 – 28. februar 2021)
- Jakob de Neergaard (1. april 2021)